# Mennica w Toszku
Mennica w Toszku – mennica Księstwa Bytomsko-Kozielskiego w Toszku, w której:
- Władysław (1312–1351) bił kwartniki, a
- Mieszko (1313–1322) – halerze brakteatowe.